# Adenodolichos oblongifoliolatus
Adenodolichos oblongifoliolatus är en ärtväxtart som beskrevs av Rudolf Wilczek. Adenodolichos oblongifoliolatus ingår i släktet Adenodolichos och familjen ärtväxter. Inga underarter finns listade i Catalogue of Life.